# Prince Eleven
Prince Eleven (うわさの翠くん!!, Uwasa no Midori-kun !!) est un shōjo manga de Gō Ikeyamada, prépublié dans le magazine Shōjo Comic entre décembre 2006 et octobre 2008 et publié par l'éditeur Shōgakukan en 10 volumes reliés sortis entre décembre 2006 et octobre 2008. La version française est éditée par Kurokawa en autant de volumes sortis entre avril 2010 et août 2011. 

## Synopsis
Midori Yamate, 15 ans, a grandi dans une petite île, entre la mer, la forêt et le foot, une passion qu'elle a partagée, petite, avec le jeune Tsukasa Hino. Quelques années plus tard, Tsukasa est revenu faire un stage de foot dans l'île. Les retrouvailles entre les anciens amis se sont achevées en étreintes brûlantes sur la plage. Cependant le lendemain, Midori apprend que Tsukasa n'a fait que s'amuser avec elle. Choquée d'avoir été ainsi trompée, elle promet de se venger ! Elle intègre alors un lycée de garçons réputé pour son club de foot. Elle ne tarde pas à y croiser Kazuma, son voisin à la pension, lequel découvre aussitôt qu'elle est une fille déguisée en garçon. Sélectionnés pour un match d'entraînement, les deux nouveaux amis découvrent que leur complicité existe aussi sur le terrain. 

## Personnages
Midori Yamate (山手 翠, Yamate Midori)
Kazuma Shinbashi (新橋 カズマ, Shinbashi Kazuma)
Tsukasa Hino (氷野 司, Hino Tsukasa)

## Liste des volumes
| no | Japonais         | Japonais          | Français        | Français          |
| no | Date de sortie   | ISBN              | Date de sortie  | ISBN              |
| -- | ---------------- | ----------------- | --------------- | ----------------- |
| 1  | 21 décembre 2006 | 409130740X        | 8 avril 2010    | 978-2-351-42452-0 |
| 2  | 26 mars 2007     | 978-4-09-131005-7 | 8 avril 2010    | 978-2-351-42453-7 |
| 3  | 25 mai 2007      | 978-4-09-131045-3 | 10 juin 2010    | 978-2-351-42454-4 |
| 4  | 24 août 2007     | 978-4-09-131137-5 | 19 août 2010    | 978-2-351-42455-1 |
| 5  | 26 octobre 2007  | 978-4-09-131349-2 | 14 octobre 2010 | 978-2-351-42456-8 |
| 6  | 21 décembre 2007 | 978-4-09-131364-5 | 9 décembre 2010 | 978-2-351-42579-4 |
| 7  | 26 mars 2008     | 978-4-09-131556-4 | 10 février 2011 | 978-2-351-42580-0 |
| 8  | 26 mai 2008      | 978-4-09-131600-4 | 14 avril 2011   | 978-2-351-42581-7 |
| 9  | 26 août 2008     | 978-4-09-131845-9 | 9 juin 2011     | 978-2-351-42582-4 |
| 10 | 24 octobre 2008  | 978-4-09-132108-4 | 18 août 2011    | 978-2-351-42583-1 |

### Édition japonaise
Shōgakukan
1. 1 2  (ja) « Tome 1 »
2. 1 2  (ja) « Tome 2 »
3. 1 2  (ja) « Tome 3 »
4. 1 2  (ja) « Tome 4 »
5. 1 2  (ja) « Tome 5 »
6. 1 2  (ja) « Tome 6 »
7. 1 2  (ja) « Tome 7 »
8. 1 2  (ja) « Tome 8 »
9. 1 2  (ja) « Tome 9 »
10. 1 2  (ja) « Tome 10 »

### Édition française
Kurokawa
1. 1 2  « Tome 1 »
2. 1 2  « Tome 2 »
3. 1 2  « Tome 3 »
4. 1 2  « Tome 4 »
5. 1 2  « Tome 5 »
6. 1 2  « Tome 6 »
7. 1 2  « Tome 7 »
8. 1 2  « Tome 8 »
9. 1 2  « Tome 9 »
10. 1 2  « Tome 10 »